# Veternik (potok)
Veternik je potok, ki izvira na južnih pobočjih hriba Vetrh vrh (1268 m) v Karavankah in se kot levi pritok izliva v Tržiško Bistrico.